# スコットランド一致長老教会
スコットランド一致長老教会（スコットランドいっちちょうろうきょうかい、United Presbyterian Church of Scotland）は、スコットランドの長老派の教会である。

## 歴史
1733年に会衆による教職者推薦を主張して、スコットランド国教会から分離教会 (Secession Church) が独立した（第一次分離）。その分離教会はさらに、自治都市の市民の誓約を拒否すべきという反市民派と、誓約を認める市民に分裂する。
1761年に救済教会 (Relief Church) がスコットランド国教会から独立する（第二次分離）。
1820年に「ウェストミンスター信仰告白」に記されている、行政者の権限をめぐって、新市民派と新反市民派が合同して、一致分離教会 (United Secession) を結成する。
1847年に救済教会が一致分離教会に合流して、スコットランド一致長老教会が成立した。成立時には教会数514、信徒数20万人を有した。
スコットランド一致長老教会は、長老派の教会の中でも徹底的な会衆分離主義を貫く特徴をもっている。

## 日本宣教
1868年にスコットランド一致長老教会海外伝道局総主事ハミルトン・マッギルが清国伝道と日本伝道の開始を計画する。1872年に海外伝道局における満場一致により、日本宣教が開始された。
スコットランド一致長老教会より、ヒュー・ワデル、R・Y・デイヴィッドスン、医師の
ヘンリー・フォールズ、エディンバラ医療宣教会からはT・A・パームが派遣された。

## 日本へ派遣された宣教師
- H・フォールズ (1873)
- R・デイヴィッドスン (1873)
- T・A・パーム (1874)
- H・ワデル (1874)
- A・M・ギャンブル (1875)
- T・リンゼー (1882)